# Josep Maria Font i Rius
Josep Maria Font i Rius (Barcelona, 12 de abril de 1915-Barcelona, 5 de abril de 2018) fue un jurista e historiador del derecho español, discípulo de Luis García de Valdeavellano y de Ramón de Abadal y de Vinyals. Como catedrático en varias universidades españolas, fue maestro de varias generaciones de juristas e historiadores. Elaboró estudios y recopiló fuentes sobre los aspectos jurídicos de la repoblación cristiana y los orígenes del municipio catalán, y en especial sobre las cartas de población y de franquicia de Cataluña. Formó parte del equipo director de la continuación de la obra inacabada de Raimon d'Abadal Cataluña carolingia y presidente (1988-2011) del Comitè per a l'edició de textos jurídics catalans del Departamento de Justicia de la Generalidad de Cataluña.

## Biografía
Cursó los estudios de Derecho y asignaturas de Historia Medieval en la Universidad de Barcelona, obteniendo la licenciatura en Derecho en 1935. Realizó la tesis doctoral bajo la dirección de Luis García de Valdeavellano.  En 1944 obtuvo la cátedra de Historia del Derecho de la Universidad de La Laguna, y más tarde fue catedrático de las de Murcia (1945), Valencia (1949) y Barcelona (1954), donde fue decano de la Facultad de Derecho de 1958 a 1965. En 1985 se jubiló como catedrático de la Universidad de Barcelona, siendo nombrado Profesor Emérito de la misma en 1986. 
Fue nombrado doctor honoris causa por las universidades de Burdeos (1962) y  de Montpellier (1964). Desde 1960 fue miembro de la Real Academia de las Buenas Letras de Barcelona y de la Real Academia de Jurisprudencia y Legislación de Cataluña, desde 1970 miembro correspondiente de la Real Academia de la Historia, y desde 1971 miembro numerario del Institut d'Estudis Catalans. 
Recibió los siguientes premios y distinciones: Premio Menéndez y Pelayo de Investigación, del CSIC (1944); Premio Ciutat de Barcelona de Investigación (1969); Medalla Narcís Monturiol de la Generalidad de Cataluña (1983); Premio Nacional de Historia (1984); Creu de Sant Jordi de la Generalidad de Cataluña (1987); Medalla de Oro de la Ciudad de Barcelona al mérito científico (1994); y el Premio de la Fundació Catalana per a la Recerca (2002). En 1994 fue nombrado Decano Honorario de la Facultad de Derecho de la Universidad de Barcelona, y en  2009, con motivo del 50 aniversario de la construcción del nuevo edificio de la facultad en el campus universitario de Pedralbes, que él promovió, el Aula 4 pasó a ser denominada Aula Font i Rius.

## Obras
De entre sus más de cien publicaciones, destacan:
- Orígenes del régimen municipal de Cataluña, en Anuario de Historial del Derecho Español, vols. XVI (1945) y XVII (1946). Separata: Madrid: Instituto Nacional de Estudios Jurídicos, 1946. 504 págs.
- Ordenación paccionada del régimen matrimonial de bienes en el derecho medieval hispánico, en Anales de la Academia Matritense del Notariado, vol. VIII (Madrid, 1954).
- Les institutions administratives et judiciaires des villes dans l'Espagne du Moyen Age, en Recueils de la Société Jean Bodin, tom. VI (Bruxelles, 1954) págs. 263-295.
- Els orígens del co-senyoriu andorrà, en Pirineos, vol. XI (1955) nums. 35-38, págs. 77-108.
- Un problème de rapports: Gouvernements urbains en France et en Catalogne (XIIe et XIIIe siècles), en Annales du Midi, tom. 69, núm. 40, págs. 293-306.
- La recepción del derecho romano en la Península Ibérica durante la Edad Media, en Recueil de Mémoires et Travaux de la Société d'Histoire du Droit et des Institutions des anciens pays de Droit écrit, Fasc. VI (Montpellier 1967), págs. 85-104.
- Cartas de población y franquicia de Cataluña. Vol. I: Textos. Madrid y Barcelona: CSIC, 1969. LXXX+1079 págs.
- El procés de formació de les Costums de Tortosa, en Revista Jurídica de Cataluña, vol. LXII (1973) págs. 155-178.
- Jaume I i la municipalitat de Barcelona. Discurso inaugural del año académico 1977-1978. Barcelona: Universidad de Barcelona, 1977. 78 págs.
- El antiguo derecho local de la ciudad de Balaguer, en Anuario de Historia del Derecho Español, vol. LII (Madrid, 1982) págs. 5-110.
- Cartas de población y franquicia de Cataluña. Vol. II: Estudio. Madrid y Barcelona: CSIC, 1983. 819 págs. ISBN 84-00-05316-8.
- Estudis sobre els drets i institucions locals en la Catalunya medieval. Recopilación de artículos, con una semblanza biográfica de Jesús Lalinde Abadía. Barcelona: Publicacions i Edicions de la Universitat de Barcelona, 1985. XXI+770 págs. ISBN 84-75281-74-5.
- Estudi introductori a la reedición facsimilar de las Constitucions de Catalunya (incunable de 1495). Barcelona: Generalidad de Cataluña, Departamento de Justicia, 1988. Serie Textos Jurídics Catalans, vol. 3, págs. I-CXXXVII. ISBN 84-393-0953-8.
- La comunitat local o veïnal, en Symposium internacional sobre els orígens de Catalunya (segles VIII-XI), Barcelona, 1991, vol. I, págs. 491-576.
- Els Usos i Costums de Tàrrega. Edició commemorativa del 750 aniversari (1242-1992). Tàrrega: Arxiu Històric Comarcal de Tàrrega, 1992. ISBN 84-606-0657-0.
- Colaboraciones dentro de la Historia de España Menéndez Pidal, vol. VII, núm. 2 (Los núcleos pirenaicos (718-1035) Navarra, Aragón, Catalunya). Madrid: Espasa-Calpe, 1999. ISBN 84-239-8913-5. Artículos:
  - El régimen político carolingio (en colaboración con Raimon d'Abadal), págs. 427-574.
  - La escuela jurídica de Barcelona, págs. 729-750.
  - El derecho privado (en colaboración con Antonio Udina), págs. 751-794.
- Guillem M. de Brocà: semblança biogràfica. Barcelona: Institut d'Estudis Catalans, 2000. ISBN 84-7283-505-7.